# Plaça Habima

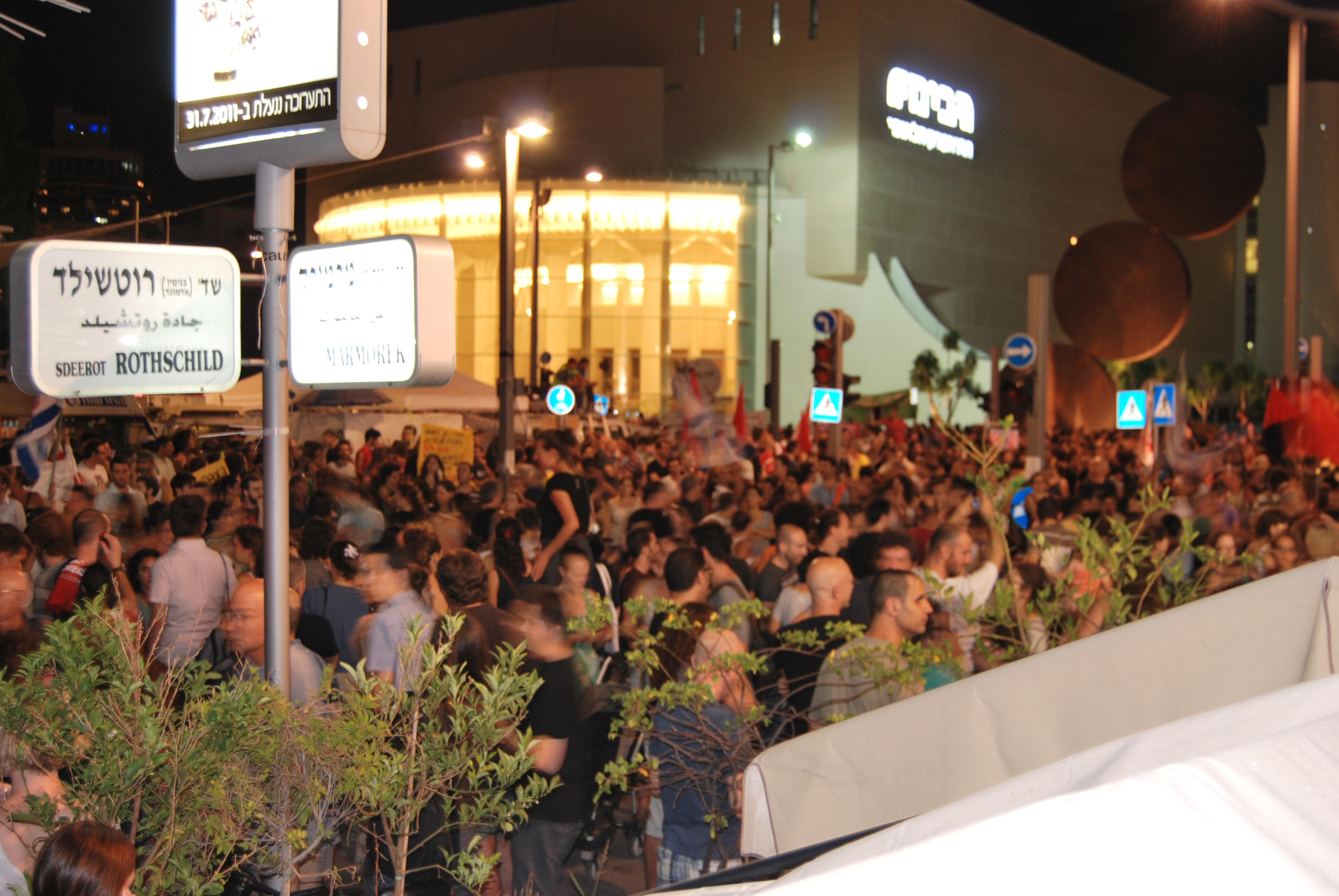
Protestes a la plaça Habima pel preu de l'habitatge. Any 2011.

La Plaza Habima (en hebreu: כיכר הבימה) (també coneguda com «La Plaça de l'Orquestra») és un espai públic important al centre de la ciutat de Tel-Aviv, Israel, que és la llar d'una sèrie d'institucions culturals com el Teatre Habima, el Palau de la Cultura i el pavelló d'art contemporani Helena Rubinstein.
La plaça es troba en la intersecció dels bulevards Rothschild, Hen i Ben Zion i el carrer Dizengoff. Quan es va planejar un auditori, un aparcament subterrani i una plaça urbana es van preveure també, però per raons pressupostàries, només la zona nord del complex va ser desenvolupada com una plaça. La major part de l'àrea va ser utilitzada com a estacionament temporal. En 2007 es va desenvolupar una modernització més completa duta a terme per l'arquitecte Dani Karavan, que va abastar tant el Teatre Habima com la plaça. Durant el juliol de 2011 la plaça es va convertir en un important punt central de les protestes pel preu de l'habitatge de 2011 a Israel, quan Daphne Leef va instal·lar la seva tenda de campanya i el seu exemple va ser seguit per milers de persones.